# Aletris farinosa
Aletris farinosa auch Sternwurzel, Mehlige Aletris, Runzelwurzel oder Kolikwurzel, ist eine Pflanze, die im Osten der Vereinigten Staaten und im Süden von Ontario (Kanada) heimisch ist.

## Name
Der Name Aletris stammt aus dem Griechischen (aletris = Getreide mahlend) und deutet auf das bestäubte Aussehen der Pflanze hin; farinosa kommt aus dem lateinischen und bedeutet mehlig (farina = Mehl).

## Beschreibung

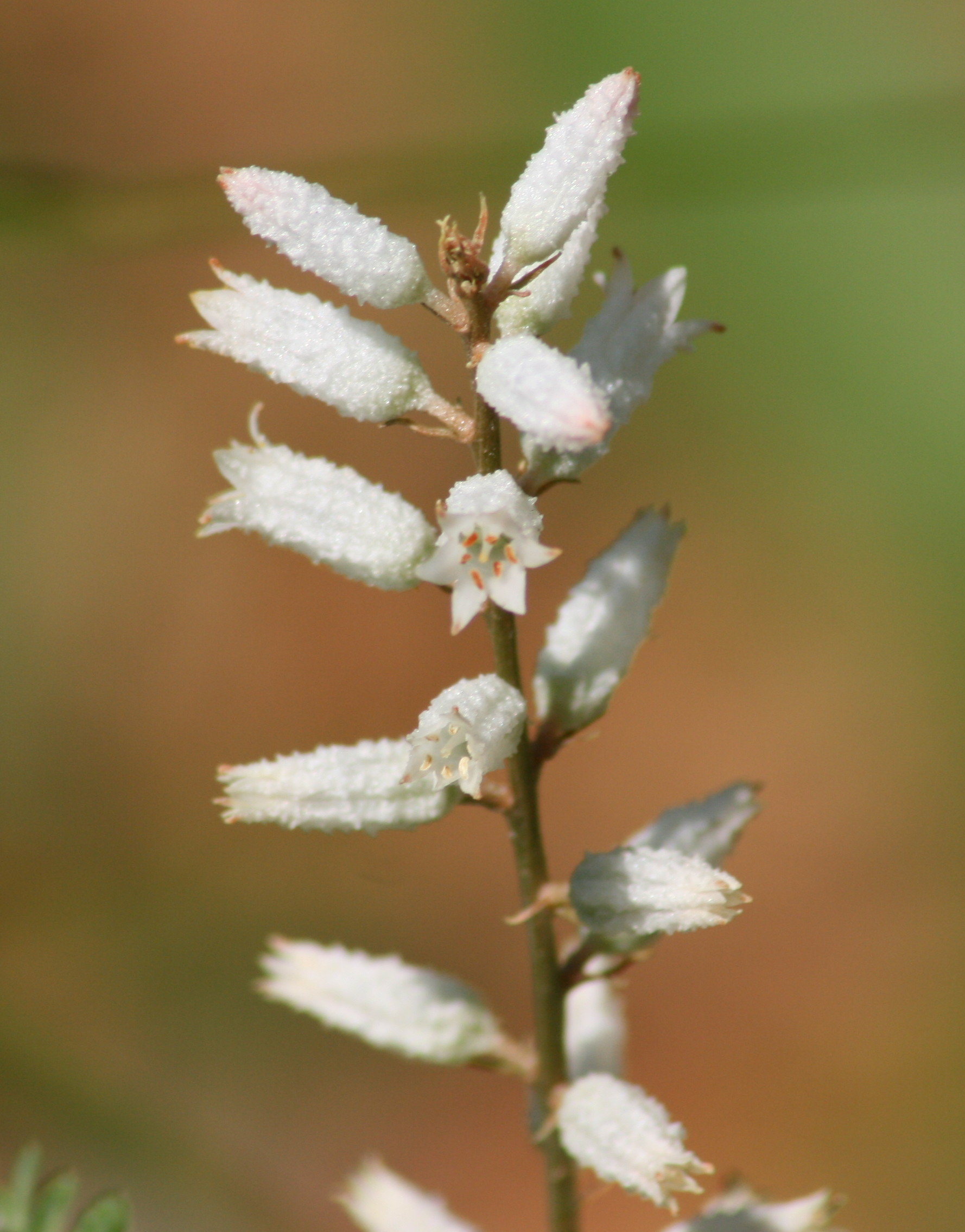
Blütenstand von Aletris farinosa

Aletris farinosa ist eine mehrjährige Pflanze, die sich durch unterirdische Rhizome ausbreitet. Die schlanken, aufrechten Stängel, mit entfernt stehenden, kleinen tragblattartigen Blättern, werden etwa 50–100 Zentimeter hoch. Die zugespitzten, lanzettlichen Laubblätter erscheinen in einer Rosette, sind schmal und bis zu 20 Zentimeter lang.
Die Blüten mit jeweils kleinen Tragblättern erscheinen an einer endständigen Traube. Die zwittrigen, kurz gestielten, sechszähligen und urnenförmigen Blüten mit einfacher Blütenhülle sind weiß und bis zu 10 Millimeter lang. Das Perianth ist außen rau, granulös mit kurzen dreieckigen Zipfeln. Die kurzen Staubblätter sind oben in der Kronröhre am Schlund inseriert. Der dreikammerige Fruchtknoten ist halboberständig mit kurzem, kurz dreiästigem Griffel und schwach gelappten Narben.
Die kleine Frucht ist eine trockene, eiförmige und vielsamige, geschnäbelte, etwa 5–6 Millimeter lange, lokulizidale Kapsel im beständigen, welkenden Perianth. Die Pflanze wächst in lichten, offenen Wäldern sowie auf eher sandigen und feuchten Böden und blüht von Mai bis August, ihre Blüten sehen aus wie weiße Glocken.
Einer der ersten, der die Pflanze beschrieb, war der US-amerikanische Botaniker Jacob Bigelow im frühen 19. Jahrhundert. Heute ist die Pflanze geschützt.

## Inhaltsstoffe
Inhaltsstoffe sind Bitterstoffe, Steroidsponine, ätherisches Öl und Harze.

## Verwendung
Gemäß den Beobachtungen Jacob Bigelows bereiteten die Indianer einen Sud aus der getrockneten Wurzel zu, den sie bei Bauchschmerzen, Koliken, Durchfall, Rheuma sowie Menstruationsbeschwerden einnahmen. Gemäß Bigelow würde keine Pflanze Aletris farinosa an „intensiver und permanenter Bitterkeit übertreffen“. Bitterkeit bringt Speichel und Magen- und Gallensäfte ins Fließen, was gut für die Verdauung ist. Aletris farinosa soll in hohen Dosen schmerzlindernd, betäubend und brechreizfördernd sein.
Die Pflanze soll ein Tonikum sein, die Motilität der Unterleibsorgane steigern und diuretisch wirken. Zudem sei sie bei Beckenbodenschwäche und Senkungsbeschwerden wirksam.
Die Pflanze wird manchmal mit Chamaelirium luteum (Falsches Einkorn) verwechselt. Speziell sei sie anzuwenden, wenn eine träge Verdauung mit Funktioneller Dyspepsie (Magenverstimmung), Flatulenzen (Blähungen) und Asthenie (Schwächegefühl) verbunden sei. Die Anwendung soll Appetitlosigkeit bekämpfen und soll als Nervenmittel gelten. Bei drohender Fehlgeburt könne die Pflanze angewendet werden, Kräuterkundige würden jedoch eher auf Falsches Einkorn zurückgreifen.
Seit 1864 wird die Pflanze in der Homöopathie verwendet.